# Battaglia di Worcester
La battaglia di Worcester ebbe luogo il 3 settembre 1651 presso Worcester, in Inghilterra e fu la battaglia finale della rivoluzione inglese. Oliver Cromwell, appoggiato dal Parlamento, sconfisse l'esercito realista, formato per la maggior parte da scozzesi, fedele a re Carlo II, allora principe esule.
L'esercito del re, forte di 16000 uomini, venne annientato da quello di Cromwell, che contava 28000 soldati, addestrati e armati secondo la "New Model Army".
Cromwell divise il suo esercito in due sezioni principali, separate dal Severn, per attaccare sia da est che da sud-ovest. Ci furono feroci combattimenti nei punti di attraversamento del fiume e due pericolose sortite dei realisti contro il fianco sinistro delle forze parlamentari furono respinte. Dopo l'assalto ad un importante ridotto a est della città, i parlamentari entrarono a Worcester e la resistenza organizzata dei realisti crollò. Carlo II riuscì a sfuggire alla cattura.